# Undead Labs
Undead Labs es un estudio de videojuegos estadounidense en Seattle, Washington. La compañía fue fundada el 23 de noviembre de 2009 por Jeff Strain, el estudio es conocido por desarrollar la serie de State of Decay. En 2018 Microsoft adquirió el estudio formando parte de Xbox Game Studios.

## Historia
Undead Labs fue fundado el 23 de noviembre de 2009 por Jeff Strain, conocido por ser uno de los cofundadores de la empresa ArenaNet y por ser un programador veterano de la empresa Blizzard, Undead Labs se fundó enfocándose únicamente al género de Zombis. El 3 de febrero de 2011 Undead Labs inicia pláticas con Microsoft Studios para publicar sus juegos en la Xbox 360 y próximamente en la futura consola Xbox One. Esta decisión se realizó después de que la mayoría de los otros editores que mostraron interés en sus juegos solicitaron lo que describieron como "clones de World of Warcraft". El primer juego desarrollado por el estudio fue State of Decay, fue lanzado en la Xbox 360 el 5 de junio de 2013 y en PC el 5 de noviembre de 2013.
El 11 de enero de 2014, Undead Labs anunció que habían firmado con Microsoft Studios para el desarrollo de nuevos juegos en un gran periodo de tiempo, Jeff Strain declaró que el primer juego State of Decay solo es el comienzo de las ambiciones a largo plazo (de Undead Labs), y habló de muchos títulos futuros que podrían ingresar a la franquicia. En el E3 del 2018, Microsoft anuncio la adquisición del estudio Undead Labs, convirtiéndose en un estudio First-party de Microsoft Studios.
El 13 de octubre de 2021, Jeff Strain se retira de Undead Labs para enfocarse en su nuevo estudio de videojuegos con el nombre de Possibility Space para la creación de nuevos juegos AAA. El 3 de enero de 2022, Undead Labs abre un nuevo estudio en Orlando, Florida centrado en el desarrollo del motor gráfico Unreal Engine 5 para brindar apoyo a los estudios de Xbox Game Studios.

## Videojuegos
| Año  | Título                                    | Plataforma                          | Distribuidora     |
| ---- | ----------------------------------------- | ----------------------------------- | ----------------- |
| 2013 | State of Decay                            | Xbox 360                            | Microsoft Studios |
| 2014 | Moonrise                                  | Android, iOS, Microsoft Windows     | Undead Labs       |
| 2014 | State of Decay: Year-One Survival Edition | Xbox One, Microsoft Windows         | Microsoft Studios |
| 2018 | State of Decay 2                          | Xbox One, Microsoft Windows         | Microsoft Studios |
| TBA  | State of Decay 3                          | Xbox Series X\|S, Microsoft Windows | Xbox Game Studios |